# 愛 NEED
『愛 NEED』（あいニード）は、キマグレンの3枚目のシングル。発売元はユニバーサルシグマ。

## 解説
4曲入りの通常盤と、5曲入りでDVDも付いた初回限定版の2形態で発売されている。
2ndシングル『LIFE』より、4か月振りの発売となった。
収録アルバムは、2ndアルバム『空×少年』である。

## 収録曲

### CD
1. 愛 NEED
作詞：KUREI 作曲：ISEKI
フジテレビ系ドラマ『Room Of King』主題歌
2. 約束の丘 (Unplugged)
作詞：KUREI 作曲：ISEKI
3. Love Call (Kimagure ver.)
作詞：新津由衣・KUREI 作曲：新津由衣・ISEKI
キマグレン with RYTHEM名義。
4. LIFE (Live@OTODAMA 08.8.31)
初回限定盤にのみ収録されているライブ音源。
5. 愛 NEED (Instrumental)

### DVD
初回限定盤のみに付いている。
1. 愛 NEED （ミュージック・クリップ）
2. LIFE (Live@OTODAMA 08.8.31)